# Человек-паук (Marvel Mangaverse)
Человек-паук (англ. Spider-Man), настоящее имя Питер Паркер (англ. Peter Parker) — альтернативная версия Человека-паука, созданная Кааром Эндрюсом.

## История публикаций
Marvel Mangaverse - одна из вселенных Marvel Comics, созданная Беном Данном. Данная версия Питера Паркера дебютировала в минисерии Marvel Mangaverse: Spider-Man в 2002 году, состоящей из пяти выпусков, художником которой выступил Каар Эндрюс. Эндрюс изобразил Человека-паука как ниндзя, последнего представителя клана Пауков, ставшего таковым после того, как его дядя Бен был убит Веномом. Персонаж является третьей версией Человека-паука из манги. Ранее Marvel издавала Spider-Man: The Manga и Spider-Man J.

## Вымышленная биография персонажа
Человек-паук из Mangaverse впервые появился в сольной серии (созданной, написанной и проиллюстрированной Кааром Эндрюсом), где история его происхождения сильно отличалась от ориджина классического Человека-паука. В Mangaverse Питер Паркер — последний член клана ниндзя Пауков. Он обучился боевым искусствам благодаря своему сэнсэю, дяде Бену. После того, как дядя Бен был убит Веномом, приспешником Кингпина, Питер прошёл через тайные тренировки, чтобы стать достаточно сильным и отомстить. В этой реальности тётя Мэй — сестра матери Питера, а дядя Бен — брат его отца. Человек-паук из Mangaverse вернулся в собственной серии (вновь написанной создателем оригинального комикса Кааром Эндрюсом), в которой он столкнулся с кибернетической версией Чёрной кошки, а также с симбиотом Веномом. Этот симбионт не становился суперзлодеем Веномом и имел мистическое происхождение, будучи связанным со «злым» кланом ниндзя, разделявшим общую историю с кланом Пауков. Норман Озборн, более известный как Зелёный гоблин, играл незначительную роль в серии.
В New Mangaverse: The Rings of Fate упоминалась смерть Капитана Америки, а в минисерии Spider-Man: Legend of the Spider Clan был представлен чёрный костюм и Чёрная кошка из Mangaverse. По сюжету этой серии, у Человека-паука появилась неожиданная способность стрелять паутиной, что сбило его с толку. Кроме того, он стал объектом внимания Чёрной кошки (хотя позже выяснилось, что она была в союзе с Ником Фьюри) и Мэри Джейн Уотсон, которая стала Женщиной-пауком в этой вселенной и, как показано, обучалась у Питера приёмам клана Пауков.
В этой вселенной все трое (Питер Паркер, Мэри Джейн, Фелиция Харди) на данный момент находятся в раннем или среднем подростковом возрасте, и, возможно, в среднем или позднем подростковом возрасте к моменту событий New Mangaverse.
Данная версия Человека-паука носит обмотанные перчатки, рюкзак, украшенный символом паука, и теннисные туфли.

## Вне комиксов

### Видеоигры
- Человек-паук из Mangaverse появляется в качестве альтернативного костюма в играх Ultimate Spider-Man и Spider-Man: Shattered Dimensions[10].
- Человек-паук из Mangaverse появляется в качестве играбельного персонажа в Spider-Man Unlimited. Он изображён как первый новобранец из альтернативного измерения, помогающий основной версии Человека-паука[11][12].
- Костюм Человека-паука из Mangaverse появился в качестве разблокируемого костюма для главного персонажа Marvel’s Spider-Man в рамках DLC Turf Wars[13].

### Товары
В 2022 году Funko Pop выпустила фигурку Человека-паука из Mangaverse.